# 松竹芸能養成所
松竹芸能養成所（しょうちくげいのうようせいじょ）は、芸能事務所・松竹芸能が1968年に設立したタレントの養成所。通称はSGT（エスジーティー）（Shochiku Geino TalentSchool）。

## 概要
東京校と大阪校がある。
大手芸能事務所・吉本興業に先駆け1968年（昭和43年）に即戦力の新人タレントを発掘、供給することを目的として養成所が設立される。基本的にはお笑い芸人にこだわらない方針で、部門別で分かれており子役なども扱っている。
1984年3月に第1回松竹芸能オーディションがあり、森脇健児・山田雅人・東ちづるが発掘されている。
2008年には松竹芸能タレントスクールへと名称変更されるが、2021年4月に授業内容の大幅リニューアルや選択制カリキュラムなどの導入と共に現在の松竹芸能養成所へと名称変更される。
お笑い芸人コース（東京校・大阪校）、女性タレントコース（大阪校）、俳優コース（大阪校）、子役コース（大阪校）など多種多様のコースがある。
松竹芸能養成所とは別に松竹芸能声優アカデミーがある。

### お笑い芸人コース
期間は1年間で4月と10月にそれぞれ入学するタイミングがあり、卒業オーディションに合格した者のみが所属できる。

## 東京校

### お笑い芸人コース東京校

#### 主な出身者
| 期 | 入学        | 卒業        | 著名な出身者 |
| -- | ----------- | ----------- | --- |
| 1  | 2002年 4月  | 2003年 3月  | ワンワンニャンニャン、ねりまだいこん。、三浦淳一（ぼんぼん） |
| 2  | 2002年 10月 | 2003年 9月  | |
| 3  | 2003年 4月  | 2004年 3月  | コーヒールンバ、兼重清志（元・パワフルコンビーフ）、コウタ（元・パワフルコンビーフ）、吉田勝司（キリンキリン） |
| 4  | 2003年 10月 | 2004年 9月  | 池内屋、カマキリバッタ |
| 5  | 2004年 4月  | 2005年 3月  | ししくらサソリ（燕代表）、テイスティ、マイアミたいち、テングリ |
| 6  | 2004年 10月 | 2005年 9月  | ガウルル |
| 7  | 2005年 4月  | 2006年 3月  | 春田和幸、麻生くにひこ、ほせいとよだ、ルネサンス、石垣明日花 |
| 8  | 2005年 10月 | 2006年 9月  | ジャクソン石山、カモメ、坂野 |
| 9  | 2006年 1月  | 2006年 12月 | |
| 10 | 2006年 4月  | 2007年 3月  | 原田公志（セバスチャン）、お祭りBoy、カモシダせぶん（元・ ウルトラトウフ）、最強せつこ（元・シャンゼリーゼ）、ボアソルチ斉藤、あひるちゃんスポンジクラブ、ひょうご（元・さんびーち）、どぶろく、中島保                 |
| 11 | 2006年 10月 | 2007年 9月  | 池城どんぐし、マッチポンプ、猿愛児、室田泰典（雨ごはん）、コジャ |
| 12 | 2007年 4月  | 2008年 3月  | キャメル、ガバリ、マリカ、タコさんウィンナー、山下貴史、稲垣陽輔 |
| 13 | 2007年 10月 | 2008年 9月  | ソルティーピック |
| 14 | 2008年 4月  | 2009年 3月  | イグアノ首領、おひさしぶり、中村ロコ、017レイナ、アフターショール、矢吹純一郎（元・ヤブキサドヤ）、佐渡谷賢司（元・ヤブキサドヤ）                                                                                      |
| 15 | 2008年 10月 | 2009年 9月  | 紺野ぶるま、ほりぬのこ（元・たぬきごはん）、占部雅典、市川竜臣 |
| 16 | 2009年 4月  | 2010年 3月  | 山城攻児、コンリット、ゾオサン、山口竜二 |
| 17 | 2009年 10月 | 2010年 9月  | 山下泰和（ばったもん）、ダブルキング。 |
| 18 | 2010年 4月  | 2011年 3月  | トムソーヤ、河合なつき（ばったもん）、ガーリックガーリーズ、オキク、豆板醤、オレンヂメガホン、たんたんめん |
| 19 | 2010年 10月 | 2011年 9月  | ゼブライン、ムゲンダイパス |
| 20 | 2011年 4月  | 2012年 3月  | キンタロー。、カナイ、エリザβ、けーた（ささきら）、東塚菜実子、がーひー、小出あかり、コダママリ、中島未登里、ムムム、ひでよしっと、おにく、和田佑（元・タイーク）                                                      |
| 21 | 2011年 10月 | 2012年 9月  | 河村ノリト（元・アゲイン）、サークルレベル、なにわともわれ |
| 22 | 2012年 4月  | 2013年 3月  | おくりびと青木、えふこば、ナカゴミユウタ、布井ぽこ、ぴんくぞんび、ごるふぃん（in座キャッツ） |
| 23 | 2013年 4月  | 2014年 3月  | ブリキカラス、大納言光子、わきやしき、ハッピー遠藤、百瀬さつき、ミナノワール（元・ストロベリーロマンス）、ブティックあゆみ（コンピューター宇宙）、空の耳、フラポテおおた（元・ジョリー惑星）、小野綾香（元・ガール座） |
| 24 | 2014年 4月  | 2015年 3月  | プラン計画、はっしーはっぴー（コンピューター宇宙）、ジックと国定、はるはる、増野美由紀（元・フライデーズ）、星美穂 |
| 25 | 2015年 4月  | 2016年 3月  | 餅田コシヒカリ（駆け抜けて軽トラ）、ツナ彦☆（面面）、斗澤やすあき、羽瀬絵里奈、しじみ結晶、桃尻部隊、マリン、ゲスパ、のれん、はつぞのゾノ（元・奇天烈オムレツ）、だいどぅ。（元・たべごろピーチ）                      |
| 26 | 2016年 4月  | 2017年 3月  | 中野文也（トワイライト渚）、林雅人、ブランシュブラン、いろどりパレット、ジャズの100枚、もんてぃー、ジャングル（みんな愛してるズ）、福井祐樹（小虎）                                                                    |
| 27 | 2017年 4月  | 2018年 3月  | チャコールゾーン、日焼けケン（面面）、青臭いぞ須山、ぬらぬら、ブルーム満開、ミキオ、木下ニイソ、アリジ、山下パワー、電四郎（私東京）、吉田爽人、ジャイアントパンダ                                                     |
| 28 | 2018年 4月  | 2019年 3月  | ちかえの子ども!!、池上直喜、八木、おかりょー、乙部佳祐、丸山修登、たくはち、贄雄斗、木津谷祥、秋田周佑、橋本仁志、槙野巧人、中谷亮太（元・ひのこ）、田原徹（元・ひのこ）                                               |
| 29 | 2018年 10月 | 2019年 9月  | |
| 30 | 2019年 4月  | 2020年 3月  | THEまっち、城倉、ナイスボール千葉（リングリル）、にくだわら、ほなほなみ、ごん大谷、リイゼン、高八序子、ふるさわたくみ、おんだい（ねるよなか）、SASLIME                                                                 |
| 31 | 2019年 10月 | 2020年 9月  | 井上一言（リングリル）、アンジェリナ |
| 32 | 2020年 4月  | 2021年 3月  | 共犯者、コイヌマン、二代目ちくわぶ、迦爾さん、塩島弾、フレサワソラ（おなご）、岸大誠、エイジ、じゅり、るりこ、とも |
| 33 | 2020年 10月 | 2021年 9月  | あいちゃな、コタニ、しゅんや、TJ |
| 34 | 2021年 4月  | 2022年 3月  | おーしゃんず、オタサーのヒメ、サンサンマルマル、知多桜、ももグミ、テラ、月井夢佐志、ウカワ |
| 35 | 2021年 10月 | 2022年 9月  | イエスマン |
| 36 | 2022年 4月  | 2023年 3月  | クローンズ、Vパワー |
| 37 | 2023年 4月  | 2024年 3月  | 塩辛ちゃん、レイアウト、るきな、万太郎、奥田アゲーラ |
| 38 | 2024年 4月  | 2025年 3月  | オサカナカンパニー、おやすみサリーズ、かおる、キングエース、虚空論 、新出哲大、税込、ぱーる、ビターロジック、ピッチコントロール、 ヤングパイン                                                                         |

## 大阪校

### お笑い芸人コース大阪校

#### 主な出身者
- よゐこ（濱口優・有野晋哉）
- オセロ（松嶋尚美・中島知子）
- ますだおかだ（増田英彦・岡田圭右）
- TKO（木下隆行・木本武宏）
- アメリカザリガニ（柳原哲也・平井善之）
- オーケイ（小島弘章・岡山祐児）
- Over Drive（石野敦士・緒方雅史）
- オジンオズボーン（篠宮暁・高松新一）
- 安田大サーカス（団長安田・HIRO・クロちゃん）
- なすなかにし（那須晃行・中西茂樹）
- ピーマンズスタンダード（南川聡史・吉田寛）
- さらば青春の光（森田哲矢・東ブクロ）
- アルミカン（赤阪侑子・高橋沙織）
- まえだまえだ（前田航基・前田旺志郎）
- ゆんぼだんぷ（カシューナッツ・藤原大輔）
- 黒帯（大西進・てらうち）
- ヒコロヒー
- Aマッソ（加納・むらきゃみ）
- 風穴あけるズ（飛び出せっ!安藤っ!・ノブヨシ日本代表・コブラ）
- たらちね（草山公汰・SAITA）
- かつのり（なにわプラッチック）
- 森本サイダー
- 河邑ミク
- お見送り芸人しんいち
- ウドントミカン（ウドンケン・ミカンくん）
- 骨付きバナナ
- スルメ

ほか多数

### 松竹
- 松竹芸能株式会社
- 心斎橋角座
- 道頓堀角座
- 新宿角座
- 松竹株式会社
- 松竹エンタテインメント
- BS松竹東急株式会社
- 脱竹

### テレビアニメ
- トミカ絆合体 アースグランナー - 松竹芸能声優アカデミーが製作委員会に参加していたテレビアニメ。
- マジカパーティ - 同上。

### お笑い養成所
- 吉本総合芸能学院 - 吉本興業
- ワタナベコメディスクール - ワタナベエンターテインメント
- 太田プロエンタテイメント学院 - 太田プロダクション
- スクールJCA - プロダクション人力舎
- ホリプロ笑売塾 - ホリプロコム
- サンミュージックアカデミー - サンミュージックプロダクション
- タイタンの学校 - タイタン
- 芸能スクール一覧